# 1セグドット
1セグドット（わんせぐどっと）は、地上デジタルテレビジョン放送の携帯電話向けサービス『ワンセグ』（1セグメント放送）のコミュニティである。2004年9月より正式サービスとして開始した。
2006年4月1日に放送開始のワンセグについて、ニュース、リンク、話題（掲示板）などの切り口で、啓蒙活動を行っている。扱う話題は、ワンセグに限らず、地上デジタル放送、デジタル家電、番組についても取り上げている。

## 沿革
- 2004年9月 - 1セグドット設立。